# Aibes
Aibes is een gemeente in het Franse Noorderdepartement (regio Hauts-de-France) en telt 385 inwoners (1999). De plaats maakt deel uit van het arrondissement Avesnes-sur-Helpe.

## Geografie
De oppervlakte van Aibes bedraagt 9,3 km², de bevolkingsdichtheid is 41,4 inwoners per km².
De onderstaande kaart toont de ligging van Aibes met de belangrijkste infrastructuur en aangrenzende gemeenten.

## Demografie
Onderstaande figuur toont het verloop van het inwonertal (bron: INSEE-tellingen).